# Mitsubishi Ki-67

O Mitsubishi Ki-67 Hiryū (em japonês:  飛龍, dragão voador) foi um bombardeiro médio bimotor fabricado pela empresa japonesa Mitsubishi e utilizado pela Força Aérea Imperial Japonesa durante a Segunda Guerra Mundial. A designação do exército japonês era "Bombardeiro Pesado Tipo 4" (四式重爆撃機) e foi oficialmente apelidado pelos aliados de "Peggy".

## Desenvolvimento
O seu projecto iniciou-se em 1941 e o primeiro protótipo do Hiryū voou no início de janeiro de 1943. Apesar de se ter revelado um ótimo avião, sua fabricação em série foi atrasada até 1944. Para além da Mitsubishi, o Hiryū foi fabricado pela Kawasaki, Nippon e Rikugum.
Foram produzidos 767 Hiryū, alguns dos quais foram usados nos últimos meses da guerra em ataques kamikaze contra as forças norte-americanas.